# سراج الليل
سراج الليل أو اليراعة أو الحُباحب أو الديدان متوهجة أو خنافس الديدان البراقة هو الاسم الشائع لمجموعات عدة من يرقات الحشرات والأشكال اليرقانية للإناث البالغات والتي تتوهج من خلال الإضاءة الحيوية. عادة ما تشبه الديدان ولكنها في الحقيقة جميعها حشرات. تكون الديدان المتوهجة ذات لون اصفر إلى اخضر لكن هناك ما يسمى بديدان السكك الحديدية في عائلة ''Phengodidae'' والتي لديها ضوء أحمر اضافي في رؤوسها، واليرقات الطائرة أيضا تقوم بإنتاج ضوء أزرق، والتي يكون الغرض من توهجها مختلفاً; فالإناث البالغات تتوهج لجذب الذكور للتزاوج، بينما يعتقد أن يرقات بعض العائلات ك ''Lampyridae'' تتوهج كإشارة تحذير من الحيوانات المفترسة مثل الضفادع السامة، بينما يرقات ''Arachnocampa'' و''Orfelia'' تتوهج لجذب الفريسة مثل الذبابات الصغيرة (القَمَعَات) لتغذية اليرقات.
تتواجد الديدان المتوهجة في عدة مواطن مثل الهند والمغرب ونيوزلاندا وأستراليا

## وصلات خارجية
- Springbrook Glow Worms Research Centre. All about glow worms [Arachnocampa flava] in the Gold Coast hinterland, Queensland Australia.
- The UK Glow Worm Survey has county-by-county lists of glowworm sites in the UK.
- An introduction to the fireflies and glow-worms of Europe information on the biology, life cycle, bioluminescence and evolution of glow-worms.